# 刀郎
刀郎（ダオ・ラン、中国語: 刀郎＝Dāo Láng、1971年6月22日 - ）は、中国四川省出身の中国人歌手・シンガーソングライターで、羅林（中国語: 罗林＝Luó Lín）の芸名である。

## 概要
羅林（ラ・リン）は中国四川省内江市資中県羅泉鎮で生まれた。地元の高校二年生、17歳の時から音楽の道へ入った。
刀郎（ダオ・ラン）と名乗り、2004年にCD「2002年の初雪」（2002年的第一場雪）をリリースして、中国全土で一躍有名になった。彼はデビュー作「さようならを言えない」（說不出的告別）では広東語版としてアラン・タムと歌い、その後北京語・広東語両語版になった。彼の他のアルバムには、2001年の「西域情歌」がある。
刀郎は中国西北部の都市である成都、重慶、西安の中国とチベット自治区を4年以上ツアーしてきた（外部リンクを参照）。彼は「21世紀の王洛賓」と呼ばれ、「アワリグリ」（阿瓦爾古麗、新疆ウイグル自治区民謡）、「花と少年」（花兒與少年、回族民謡）、「草原情歌」（青海省からの歌）など、王洛賓の中国西部風の民謡のいくつかを現代風にアレンジしたものである。彼はまた、「トルファンの葡萄は熟した」（吐鲁番的葡萄熟了）や有名な革命歌「南泥湾」などの中国の民謡や有名な古い歌の現代的な適応を行なった。 

## ディスコグラフィー
その後のCD/DVDを含めて、ディスコグラフィーは次の通り。

## 参照項目
- 王洛賓